# یاروپولک یکم
یاروپولک یکم (به انگلیسی: Yaropolk I of Kiev) (به اسلاوی شرقی: Ярополк I Святославич) فرمانروای جوان کی‌یف در سال‌های ۹۸۰-۹۷۲ بود.

وی بزرگترین پسر سویاتوپولک بود. عنوان سلطنتی او به‌طور سنتی به عنوان "شاهزاده " ترجمه شده‌است.

## دوره سلطنت
در سال ۹۷۲ ، پس از مرگ پدر و به تخت نشستن برادرش ، ولادمیر در ولیکی نووگورود ، یاروپولک، سر به شورش برداشت و باقی برادران را به قتل رسانید و خود به سلطنت نشست.

وی توانست روس کیف را از برادر دیگرش، اولگ، پس بگیرد.

ولادیمیر نیز به اسکاندیناوی گریخت و در سوئد با کمک شاه نروژ، ارتشی بزرگ ترتیب داد ، یاروپولک را به قتل رساند و ولیکی نووگورود را از وی پس گرفت؛ سپس، در ۹۸۰ میلادی، ناحیه روس کیف را نیز تصرف کرد و فرمانروای کلیه ملت روس و اسلاو شد.